# Matt Manfredi
Matt Manfredi (Rancho Palos Verdes, ...) è uno sceneggiatore statunitense.

## Biografia
Nacque a Rancho Palos Verdes, in California, in una famiglia di origini italiane. Figlio di George Manfredi, avvocato a Los Angeles, e di Nancy, responsabile delle risorse umane per il governo di Torrance, California. Si laureò alla Brown University, completando un master in sceneggiatura all'American Film Institute di Los Angeles.
Nel 2004 si sposò con Casey Greenfield, figlia del giornalista televisivo Jeff Greenfield, dalla quale divorziò due anni dopo.
Negli anni del college, si unì a un gruppo di improvvisazione teatrale nel quale incontrò lo scrittore Phil Hay, che collaborò con Mafredi per la sceneggiatura di numerosi film. I due adottano una tecnica particolare di scrittura che consiste nell'abbozzare due scene separatamente ed in seguito scambiarsi i testi per le eventuali correzioni e modifiche.

## Filmografia
- Crazy/Beautiful
- Bug, film commedia americano del 2002
- Lo smoking
- Æon Flux - Il futuro ha inizio
- The Dungeon Masters, docufilm del 2008 sul gioco di ruolo Dungeons & Dragons
- Scontro tra titani
- R.I.P.D. - Poliziotti dall'aldilà
- The Invitation
- Un poliziotto ancora in prova
- Destroyer
- La misteriosa accademia dei giovani geni - serie TV (2021) - creatore e produttore esecutivo